# Kunst im öffentlichen Raum in Hamburg-Bramfeld
Diese Liste von Kunst im öffentlichen Raum in Hamburg-Bramfeld enthält dauerhaft aufgestellte Kunstwerke auf dem Gebiet des Stadtteils Bramfeld der Freien und Hansestadt Hamburg, die sich im öffentlichen Raum befinden und von anerkannten Künstlern und Künstlerinnen geschaffen wurden. Viele dieser Kunstwerke sind durch das Programm Kunst am Bau (und dessen Folgeprogramme) gefördert oder mit öffentlichen Geldern angekauft worden, dies ist aber keine Voraussetzung für die Aufnahme. Ebenso mögen einige dieser Kunstwerke als Kulturdenkmal geschützt sein, aber auch das ist keine Voraussetzung für die Aufnahme in diese Liste.
Bauschmuck ist im Normalfall im Artikel über das Bauwerk darzustellen, und gehört nicht in diese Liste. Streetart kann Aufnahme in die Liste finden, wenn es zu dem konkreten Kunstwerk eine ausführliche Rezeption in der Kunstwissenschaft gibt und ein enzyklopädischer Artikel über die Streetart-Künstler oder -Künstlerin existiert oder vorstellbar wäre. Denkmäler, die an eine Person oder ein Ereignis erinnern, können in die Liste aufgenommen werden, wenn sie ob ihrer zumeist plastischen Gestaltung als Kunstwerk gelten können. Bei reinen Gedenktafeln ist das normalerweise nicht der Fall.
Basis der Zusammenstellung sind Datensätze der Hamburger Kulturbehörde von 2012 und 2018, eine Veröffentlichung der SAGA GWG von 2008, und verschiedene Veröffentlichungen von Kunsthistorikern zum Thema. Eine abschließende Liste von Literatur kann es nicht geben, jedoch ist für jeden Eintrag in die Liste ein konkreter Verweis auf eine amtliche Liste oder anerkannte Sekundärliteratur erforderlich.
Gestohlene oder zerstörte Kunstwerke, die ehemals in Hamburg-Bramfeld aufgestellt waren, sind in einer separaten Liste aufgeführt.

## Legende
- Lage: Nennt die nächstgelegene Straße und, wenn vorhanden und sinnvoll, das nächstgelegene Bauwerk (mit Hausnummer) oder das umgebende Gebiet (z. B. einen Park) und gibt nötigenfalls Hinweise zur genauen Lage. Darunter werden - wenn vorhanden - auch die Geo-Koordinaten und das Wikidata-Logo als Verweis auf das Wikidata-Objekt angegeben. Die Spalte ist nach der Adresse sortierbar.
- Künstler/in: Name des Künstlers oder der Künstlerin, die das Kunstwerk geschaffen haben, verlinkt mit dem Wikipedia-Artikel zur Person. Die Spalte ist nach dem Nachnamen sortierbar.
- Beschreibung: Kurzbeschreibung des Werks, immer zuerst: Werktitel (kursiv), dann möglichst Material, Stil, Größe, Dargestelltes, Art der Förderung
- Jahr: Jahr der Fertigstellung des Kunstwerkes, wenn unbekannt dann das Jahr der Aufstellung. Hier kann nur ein einziges Jahr angegeben werden, kein Zeitraum. Weitere zeitliche Details zur Schaffung des Kunstwerkes (von–bis) können in der Beschreibung angegeben werden.
- Quelle: Kulturbehörde, SAGA, Literatur, jeweils mit Fußnote. Diese Angabe ist für eine Aufnahme in die Liste verpflichtend.
- Bild: Bild des Kunstwerks, mit Link auf Commons-Kategorie wenn vorhanden

Hinweis: Die Grundsortierung der Liste erfolgt nach der Adresse. Die Liste ist alternativ nach Künstler, Werktitel, Datierung oder Quelle sortierbar.

## Liste
| Lage | Künstler             | Beschreibung | Jahr      | Quelle        | Bild |  |
| --- | -------------------- | --- | --------- | ------------- | --- |  |
| Bengelsdorfstraße 1 Einkaufszentrum Barmwisch, vor der Ladenzeile (Lage)                                      | Manfred Sihle-Wissel | Drehbare Plastik Bronzeplastik in Form einer Stele, bestehend aus drei unregelmäßig geformten Teilen, die sich auf einer vertikalen Achse gegeneinander verdrehen lassen.                                                                                 | 1974      | Zabel         | weitere Bilder |  |
| Bengelsdorfstraße 19 Links vor dem Hauseingang in der Rabatte (Lage)                                          | Maria Pirwitz        | Stehende Bronzeplastik eines weiblichen Akts | 1974      | Zabel         | weitere Bilder |  |
| Bengelsdorfstraße 7 Kita Bengelsdorfstraße, hinter Einfahrt auf Westseite des Gebäudes (Lage)                 | Otto Schainar        | Rangelnde Jungen Farbig bemalte Keramikfiguren zweier Jungen, die sich im Klammergriff gegenüberstehen. | 1976      | Kulturbehörde | weitere Bilder |  |
| Bramfelder Dorfplatz 5 Stadtteilschule Bramfeld, Außenwand Fachraumgebäude (Lage)                             | Kurt Bauer           | Reiherkampf Das zweiteilige Betonrelief zeigt einen Reiher, der von einem anderen Raubvogel angegriffen wird. Ankauf durch die Stadt im Rahmen des Programms "Kunst am Bau".                                                                              | 1959      | Kulturbehörde | weitere Bilder |  |
| Bramfelder Dorfplatz 5 Stadtteilschule Bramfeld, vor Musikraum (Lage)                                         | Ruth Godbersen       | Flötenspielerin KaB | 1956      | Kulturbehörde | Bild gesucht Die Wikipedia wünscht sich an dieser Stelle ein Bild vom Ort mit diesen Koordinaten 53.61487 10.07792 . Motiv: Bramfelder Dorfplatz 5 Falls du dabei helfen möchtest, erklärt die Anleitung , wie das geht. BW     |  |
| Bramfelder Drift 11 Grünanlage an der Straße vor dem Gebäude (Lage)                                           | Hans-Werner Könecke  | Hans im Glück Bronzeplastik des Protagonisten mit einer Gans aus Hans im Glück. Ankauf durch Baugenossenschaft Dennerstraße-Selbsthilfe (BDS) | 2011      | Kunst@SH      | weitere Bilder |  |
| Carl-Bremer-Ring Grünanlage zwischen Nr. 2 und 34 (Lage)                                                      | Ursula Querner       | Liegendes Paar I Bronzeskulptur eines Paares in zurückgelehnter, fast liegender Pose. Eine ähnliche Figurengruppe Querners befindet sich in Langenhorn. Ankauf durch SAGA.                                                                                | 1964      | Kulturbehörde | weitere Bilder |  |
| Carl-Bremer-Ring zw. Haus 11+13 Grünanlage nahe Gehweg (Liege ehemals hinter Nr. 17, jetzt Spielplatz) (Lage) | Stephen Craig        | Architekturskulptur (Liege und Pavillon) SAGA | 1998      | Kulturbehörde | Bild gesucht Die Wikipedia wünscht sich an dieser Stelle ein Bild vom Ort mit diesen Koordinaten 53.60479 10.08318 . Motiv: Carl-Bremer-Ring Falls du dabei helfen möchtest, erklärt die Anleitung , wie das geht. BW           |  |
| Fabriciusstraße 150 Schule Fabriciusstraße, Treppenhaus des Kreuzbaus (Lage)                                  | Diether Kressel      | Drei Wandbilder EG: Der Gärtner, 1.OG: Der Fischer , 2.OG: Der Jäger KaB | 1958      | Kulturbehörde | Bild gesucht Die Wikipedia wünscht sich an dieser Stelle ein Bild vom Ort mit diesen Koordinaten 53.6046 10.06763 . Motiv: Fabriciusstraße 150 Falls du dabei helfen möchtest, erklärt die Anleitung , wie das geht. BW         |  |
| Fabriciusstraße 150 Schule Fabriciusstraße, Pausenhalle (Lage)                                                | Arnold Fiedler       | abstrakte Wandgestaltung KaB | 1964      | Kulturbehörde | Bild gesucht Die Wikipedia wünscht sich an dieser Stelle ein Bild vom Ort mit diesen Koordinaten 53.605 10.0678 . Motiv: Fabriciusstraße 150 Falls du dabei helfen möchtest, erklärt die Anleitung , wie das geht. BW           |  |
| Fahrenkrön 115 Schule Fahrenkrön, Kreuzbau (Lage)                                                             | Jens Cords           | Drei Kachelmosaike KaB, nicht in KB-Listen, aber in Abendblatt-Artikel erwähnt: Honorar 27.000 DM (?) | 1960      | Kulturbehörde | Bild gesucht Die Wikipedia wünscht sich an dieser Stelle ein Bild vom Ort mit diesen Koordinaten 53.61622 10.09753 . Motiv: Fahrenkrön 115 Falls du dabei helfen möchtest, erklärt die Anleitung , wie das geht. BW             |  |
| Haidlandsring 22 (Lage)                                                                                       | Gerhard Brandes      | Rummelpott Bronzeplastik, Ankauf durch Baugenossenschaft Dennerstraße-Selbsthilfe (BDS) | 1993      | Kunst@SH      | weitere Bilder |  |
| Hegholt 44 Schule Hegholt, vor Eingang (Lage)                                                                 | Jörn Pfab            | Hegholt (Baum) Edelstahlplastik, die aus zusammengeschweißten Polygonen eine organische Form bildet, die an einen Baum erinnert. Ankauf durch die Stadt Hamburg im Rahmen des Programms "Kunst am Bau".                                                   | 1965      | Kulturbehörde | weitere Bilder |  |
| Heidstücken 33 Schule Heidstücken, Pausenhalle zur Straßenseite (Lage)                                        | Fritz Husmann        | Mosaikfenster Farbiges Glasfenster in chromatischer und abstrakter Darstellung. Ankauf im Rahmen des Programms „Kunst am Bau“. | 1965      | Kulturbehörde | weitere Bilder |  |
| Heinrich-Helbing-Straße 50 Schule Heinrich-Helbing-Straße, Wiese nahe Pavillon (Lage)                         | Robert Müller-Warnke | Tiger Bronzeplastik einer Raubkatze, Ankauf im Rahmen des Programms „Kunst am Bau“. | 1959      | Kulturbehörde | weitere Bilder |  |
| Heinrich-Helbing-Straße 50 Schule Heinrich-Helbing-Straße, Treppenhaus des Kreuzbaus (Lage)                   | Max Hermann Mahlmann | ohne Titel dreiteilige Wandgestaltung, KaB | 1958      | Kulturbehörde | Bild gesucht Die Wikipedia wünscht sich an dieser Stelle ein Bild vom Ort mit diesen Koordinaten 53.59921 10.05639 . Motiv: Heinrich-Helbing-Straße 50 Falls du dabei helfen möchtest, erklärt die Anleitung , wie das geht. BW |  |
| Herthastraße 16 Haus der Jugend Bramfeld, Vorplatz (Lage)                                                     | Karl August Ohrt     | Tanzende Steine Skulptur aus Tuffstein in Form einer Stele, die aus kubischen Formen zusammengesetzt ist. Ankauf durch Wohnbaugesellschaft Neues Hamburg (jetzt SAGA).                                                                                    | 1966      | Kulturbehörde | weitere Bilder |  |
| Herthastraße 20 Ortsamt (Kundenzentrum) Bramfeld, im Treppenhaus (Lage)                                       | Alfred Klosowski     | Vier Wandbilder EG: Amtskasse, 1.OG: Standesamt, 2.OG: Städtebau, 3.OG: Handwerk KaB | 1962      | Kulturbehörde | Bild gesucht Die Wikipedia wünscht sich an dieser Stelle ein Bild vom Ort mit diesen Koordinaten 53.61155 10.07918 . Motiv: Herthastraße 20 Falls du dabei helfen möchtest, erklärt die Anleitung , wie das geht. BW            |  |
| Herthastraße 20 Ortsamt (Kundenzentrum) Bramfeld, ex-Kantine (3. OG) (Lage)                                   | Ernst Witt           | Wandgestaltung „Allegorie“ KaB | 1962–1963 | Kulturbehörde | Bild gesucht Die Wikipedia wünscht sich an dieser Stelle ein Bild vom Ort mit diesen Koordinaten 53.61155 10.07918 . Motiv: Herthastraße 20 Falls du dabei helfen möchtest, erklärt die Anleitung , wie das geht. BW            |  |
| Herthastraße 20 Ortsamt (Kundenzentrum) Bramfeld, 1. OG Flur Seitenflügel (Lage)                              | Dietreich Blattgrün  | Wandbild Bramfeld Auftrag Ortsamt | 1983      | Kulturbehörde | Bild gesucht Die Wikipedia wünscht sich an dieser Stelle ein Bild vom Ort mit diesen Koordinaten 53.61155 10.07918 . Motiv: Herthastraße 20 Falls du dabei helfen möchtest, erklärt die Anleitung , wie das geht. BW            |  |
| Heukoppel 14 Ecke Ellernreihe, vor dem Hauseingang (Lage)                                                     | Manfred Sihle-Wissel | Europa auf dem Stier Figur der Europa, Ankauf durch SAGA | 1965      | Kulturbehörde | weitere Bilder |  |
| Hohnerkamp 58 Schule Hohnerkamp, in Grünanlage nahe Straße Hohnerkamp (Lage)                                  | Richard Steffen      | Zwei tanzende Mädchen Betonskulptur, Ankauf der 1950–51 geschaffenen Figurengruppe im Rahmen des Programms „Kunst am Bau“ | 1951      | Kulturbehörde | weitere Bilder |  |
| Hohnerredder 23 Max-Brauer-Haus (Seniorenwohnanlage), Grünanlage links vom Eingang (Lage)                     | Max Schegulla        | Sitzendes Mädchen Bronzeplastik (Akt) eines Mädchens im Sitzen. Vermutlich Direktauftrag des Heims, Träger ist die Alida-Schmidt-Stiftung. | 1979      | Kulturbehörde | weitere Bilder |  |
| Höhnkoppelort 24 Johannes-Brahms-Gymnasium, Schulhof (Lage)                                                   | Manfred Sihle-Wissel | Doppelfigur Zweiteilige Bronzeplastik, bei beiden Teilen sind jeweils drei geometrische Körper drehbar auf einer vertikalen Stahlachse angeordnet. Der Fuß der Plastik ist ein prismatischer Bronzekörper. Ankauf im Rahmen des Programms „Kunst am Bau“. | 1973      | Kulturbehörde | weitere Bilder |  |
| Krügers Redder 12 Ende der Stichstraße, westlich des Gebäudes (Lage)                                          | Karl-Heinz Krause    | Stehender Jüngling Kleinere Bronzeplastik auf einer schmalen Stele | 1963      | Zabel         | weitere Bilder |  |
| Stefan-Zweig-Straße 1 Ladenzeile am Pezolddamm (Lage)                                                         | Max Schegulla        | Traverse Aluminiumplastik, zwei Zylindersegmente sind an je einem Mast befestigt und mit einem Steg verbunden. Ankauf im Rahmen des Programms „Kunst am Bau“ durch die GWG (heute SAGA).                                                                  | 1972      | Kulturbehörde | weitere Bilder |  |
| Thomas-Mann-Straße 2 Schule Karlshöhe, Garten südlich des Verwaltungsgebäudes (Lage)                          | Kurt Bauer           | Sonnenuhr Äquatorialsonnenuhr aus Metall, Ankauf im Rahmen des Programms „Kunst am Bau“. | 1970      | Kulturbehörde | weitere Bilder |  |
| Thomas-Mann-Straße 2 Schule Karlshöhe, Außenwand Schulhof (Lage)                                              | Harald Duwe          | Stadt und Land (Wandgestaltung) KaB | 1963      | Kulturbehörde | Bild gesucht Die Wikipedia wünscht sich an dieser Stelle ein Bild vom Ort mit diesen Koordinaten 53.62693 10.11062 . Motiv: Thomas-Mann-Straße 2 Falls du dabei helfen möchtest, erklärt die Anleitung , wie das geht. BW       |  |
| Thomas-Mann-Straße 2 Schule Karlshöhe, Treppenhaus Klassenkreuz über 3 Stockwerke (Lage)                      | Arnold Fiedler       | Kinderspiele (3-teilige Wandgestaltung) KaB | 1960      | Kulturbehörde | Bild gesucht Die Wikipedia wünscht sich an dieser Stelle ein Bild vom Ort mit diesen Koordinaten 53.62693 10.11062 . Motiv: Thomas-Mann-Straße 2 Falls du dabei helfen möchtest, erklärt die Anleitung , wie das geht. BW       |  |
| Tucholskyring 41 Kita Simeonkirche (Lage)                                                                     | Elk Knaake           | Bespielbares Objekt Kunststoff | 1974      | Zabel         | Bild gesucht Die Wikipedia wünscht sich an dieser Stelle ein Bild vom Ort mit diesen Koordinaten 53.62636 10.11328 . Motiv: Tucholskyring 41 Falls du dabei helfen möchtest, erklärt die Anleitung , wie das geht. BW           |  |